# Stelechobates brazilianus
Stelechobates brazilianus är en kvalsterart som beskrevs av P. Balogh 1995. Stelechobates brazilianus ingår i släktet Stelechobates och familjen Caloppiidae. Inga underarter finns listade i Catalogue of Life.